# Peperomia polybotrya
Peperomia polybotrya är en pepparväxtart som beskrevs av Carl Sigismund Kunth. Peperomia polybotrya ingår i släktet peperomior, och familjen pepparväxter. Inga underarter finns listade i Catalogue of Life.